# Atsushi Yoneyama
Atsushi Yoneyama (jap. 米山 篤志, Yoneyama Atsushi; * 20. November 1976 in Utsunomiya, Präfektur Tochigi) ist ein ehemaliger japanischer Fußballspieler.

## Nationalmannschaft
2000 debütierte Yoneyama für die japanische Fußballnationalmannschaft. Yoneyama bestritt ein Länderspiel.

## Errungene Titel
- Kaiserpokal: 2004

## Persönliche Auszeichnungen
- J. League Fair Play Award: 2000